# 1988
1988. је била преступна година.

## Догађаји

### Јануар
- 1. Јануар — СССР је започео свој програм економског реструктурирања (Перестројке) законодавством које је покренуо премијер Михаил Горбачов (иако је Горбачов започео мању реструктуризацију још 1985. године).[1]

### Фебруар
- 20. фебруар — Аутономна област Нагорно-Карабах је изгласала да се отцепи од Азербејџана и припоји Јерменији, што је изазвало рат за Нагорно-Карабах.

### Март
- 2. март — Председник Савеза комуниста Србије Слободан Милошевић, обраћајући се окупљеним Србима са Косова испред зграде Скупштине СФР Југославије, најавио је хапшење албанских лидера на Косову.
- 16. март — Ирачке власти су хемијским оружјем убиле око 5.000 цивила Курда у граду Халабџа на северу земље.
- 24. Март — Први Мекдоналдсов ресторан отворен у Београду, СФРЈ. Први пут у некој комунистичкој земљи и (југо)источној Европи.[2]

### Мај
- 8. мај — Одржан је први Београдски маратон.
- 10. мај — Сједињене Америчке Државе уложиле су вето на предлог резолуције Савета безбедности Уједињених нација, којом би Израел био осуђен због упада у јужни Либан.[3][4] Ову резолуцију Југославија предложила је заједнички са групом несврстаних држава (Алжир, Аргентина, Непал, Сенегал и Замбија). Југословенски амбасадор у УН Драгослав Пејић изјавио је да „Југославија најснажније осуђује последњи акт агресије против Либана”. Амбасадор САД у УН Вернон Волтерс образложио је амерички вето да се у тексту те резолуције „не помиње да се не  [sic] пријатељски акти против Израела организују у Либану”.[3]
- 15. мај — Раиф Диздаревић изабран за председника Председништва СФР Југославије.
- 18. мај — Почело је повлачење совјетских војника из Авганистана.
- 25. мај — У Београду одржана последња приредба поводом Штафете младости.

### Јул
- 3. јул — Ракета са америчког ратног брода „Венсен“ оборила је изнад Персијског залива у последњој седмици иранско-ирачког рата ирански путнички авион „Ербас А300“ при чему је погинуло свих 290 путника.
- 6. јул — У експлозији нафтне платформе „Пајпер Алфа“ у британском делу Северног мора, погинуло је 167 људи.
- 9. јул — У Новом Саду одржан први митинг у знак подршке српском државном руководству. У току наредна три месеца, није било већег места у Србији у којем није одржан митинг подршке тадашњем председнику Централног комитета Савеза комуниста Србије Слободану Милошевићу. Ова догађања названа су „митинзи истине“.

### Септембар
- 18. септембар — Током антивладиних демонстрација, у којима је убијено хиљаде људи, војна хунта је оборила председника Бурме Маунга Маунга.

### Октобар
- 4. октобар — Слободан Милошевић, у говору радницима испред савезне скупштине у Београду, обећао измене устава Србије и "заустављање контрареволуције на Косову".
- 5. октобар — На митингу у Новом Саду, неколико десетина хиљада грађана каменицама и флашама јогурта гађало зграду руководства тадашње Социјалистичке аутономне покрајине Војводина. Покрајинско руководство, САП Војводине и СК Војводине, поднело оставку, а овај догађај назван је "јогурт револуција".
- 17. октобар — Као одговор „митинзима истине“, које је организовало руководство Србије, на Косову су почеле масовне демонстрације Албанаца.

### Новембар
- 2. новембар — На интернету се по први пут у историји јавио рачунарски вирус.
- 8. новембар — На председничким изборима у САД, кандидат Републиканске странке и актуелни потпредседник Џорџ Буш Старији победио је Мајкла Дукакиса, противкандидата из Демократске странке.
- 15. новембар — Совјетски Савез је први и последњи пут лансирао свој шатл Буран.
- 17. новембар — На седници ЦК СКЈ, Слободан Милошевић затражио смену водећих политичких функционера тадашње Социјалистичке аутономне покрајине Косово. Ови захтеви изазвали протесте Албанаца у покрајини.
- 19. новембар — На митингу у Београду, милион људи исказало подршку тадашњем српском руководству на челу са Слободаном Милошевићем.

### Децембар
- 7. децембар — У земљотресу у Јерменији погинуло је више од 25.000 људи, 12.000 је повређено, а пола милиона остало без домова.
- 21. децембар — Боинг 747 америчке компаније Пан Ам на линији Лондон-Њујорк је експлодирао изнад шкотског места Локерби, при чему је погинуло 270 људи.

### Датум непознат
- Википедија:Непознат датум — Први скуп министара иностраних послова балканских земаља.
- Википедија:Непознат датум — Откривен Гигантски магнетоотпорнички ефекат.
- Википедија:Непознат датум — Рођена Ајсат, француска певачица.

## Рођења

### Јануар
- 1. јануар — Кристијан Борха, колумбијски фудбалер[5]
- 1. јануар — Немања Николић, црногорски фудбалер[6]
- 2. јануар — Марко Кешељ, српски кошаркаш[7]
- 2. јануар — Лук Харангоди, амерички кошаркаш[8]
- 5. јануар — Мирослав Радуљица, српски кошаркаш
- 5. јануар — Никола Калинић, хрватски фудбалер[9]
- 7. јануар — Хардвел, холандски ди-џеј и музички продуцент
- 8. јануар — Алекс Тајус, америчко-израелски кошаркаш[10]
- 9. јануар — Младен Јеремић, српски кошаркаш[11]
- 10. јануар — Мирослава Најдановски, српска пливачица[12]
- 13. јануар — Милош Биковић, српски глумац[13]
- 17. јануар — Ерл Кларк, амерички кошаркаш[14]
- 17. јануар — Алберт Рамос-Вињолас, шпански тенисер[15]
- 18. јануар — Анџелик Кербер, немачка тенисерка[16]
- 18. јануар — Ашли Мари, америчка глумица и певачица[17]
- 19. јануар — Џавејл Макги, амерички кошаркаш[18]
- 21. јануар — Немања Томић, српски фудбалер[19]
- 22. јануар — Ерик Маколум, амерички кошаркаш[20]
- 22. јануар — Грег Оден, амерички кошаркаш[21]
- 24. јануар — Џејд Јуен, енглеска музичарка и глумица[22]
- 24. јануар — Дахуан Самерс, амерички кошаркаш[23]
- 25. јануар — Татјана Головин, француска тенисерка[24]
- 27. јануар — Немања Станојевић, српски позоришни и филмски продуцент

### Фебруар
- 3. фебруар — Грегори ван дер Вил, холандски фудбалер[25]
- 3. фебруар — Абиола Дауда, нигеријски фудбалер[26]
- 5. фебруар — Пер Гинтер, немачки кошаркаш[27]
- 12. фебруар — Грегор Балажиц, словеначки фудбалер[28]
- 12. фебруар — Николас Отаменди, аргентински фудбалер[29]
- 12. фебруар — Мајк Познер, амерички музичар и музички продуцент[30]
- 14. фебруар — Анхел Ди Марија, аргентински фудбалер[31]
- 14. фебруар — Јевгениј Корољов, казахстанско-руски тенисер[32]
- 18. фебруар — Бибрас Натхо, израелски фудбалер[33]
- 20. фебруар — Ријана, барбадоска певачица и глумица
- 23. фебруар — Сава Лешић, српски кошаркаш[34]
- 24. фебруар — Родриг Бобуа, француски кошаркаш[35]
- 25. фебруар — Иван Иванов, бугарски фудбалер[36]
- 26. фебруар — Марина Висковић, српска певачица
- 29. фебруар — Алекса Вајлд, хрватска порнографска глумица
- 29. фебруар — Марко Марковић, српски музичар (трубач и певач)
- 29. фебруар — Бенедикт Хеведес, немачки фудбалер[37]

### Март
- 1. март — Слободан Дунђерски, српски кошаркаш[38]
- 2. март — Џејмс Артур, енглески музичар[39]
- 5. март — Јована Бракочевић, српска одбојкашица
- 6. март — Симон Мињоле, белгијски фудбалски голман[40]
- 10. март — Иван Ракитић, хрватски фудбалер
- 11. март — Анте Делаш, хрватски кошаркаш[41]
- 11. март — Фабио Коентрао, португалски фудбалер[42]
- 14. март — Саша Греј, америчка порнографска глумица[43]
- 14. март — Стеф Кари, амерички кошаркаш[44]
- 17. март — Грајмс, канадска музичарка
- 23. март — Срђан Вујаклија, српски фудбалер[45]
- 25. март — Биг Шон, амерички хип хоп музичар[46]
- 25. март — Рајан Луис, амерички музичар, музички продуцент, ди-џеј, видеограф, фотограф и графички дизајнер
- 26. март — Марко Јовановић, српски фудбалер[47]
- 27. март — Бренда Сонг, америчка глумица[48]
- 27. март — Џеси Џеј, енглеска музичарка[49]
- 29. март — Бојана Живковић, српска одбојкашица
- 29. март — Стефан Митровић, српски ватерполиста[50]

### Април
- 1. април — Сандра Африка, српска певачица
- 2. април — Кимбер Џејмс, америчка порнографска глумица[51]
- 11. април — Маја Миљковић, српска кошаркашица[52]
- 13. април — Андерсон, бразилски фудбалер[53]
- 13. април — Петери Копонен, фински кошаркаш
- 14. април — Роберто Баутиста Агут, шпански тенисер[54]
- 14. април — Жељко Шакић, хрватски кошаркаш[55]
- 18. април — Џамел Маклин, амерички кошаркаш[56]
- 20. април — Нина Јанковић, српска глумица[57]
- 21. април — Роби Амел, канадски глумац и продуцент[58]
- 24. април — Алексис Форд, америчка порнографска глумица[59]
- 24. април — Горан Церовић, црногорски бициклиста
- 25. април — Џонатан Бејли, енглески глумац
- 25. април — Стефан Марковић, српски кошаркаш
- 27. април — Лизо, америчка музичарка и глумица
- 28. април — Хуан Мата, шпански фудбалер
- 30. април — Ана де Армас, кубанско-шпанска глумица[60]

### Мај
- 5. мај — Адел, енглеска музичарка[61]
- 5. мај — Фатос Бећирај, црногорски фудбалер[62]
- 6. мај — Алекси Аженса, француски кошаркаш[63]
- 6. мај — Рајан Андерсон, амерички кошаркаш[64]
- 9. мај — Немања Бјелица, српски кошаркаш[65]
- 10. мај — Адам Лалана, енглески фудбалер[66]
- 11. мај — Немања Врањеш, црногорски кошаркаш[67]
- 11. мај — Предраг Лука, српски фудбалер[68]
- 12. мај — Марсело Вијеира, бразилски фудбалер[69]
- 13. мај — Владимир Дашић, црногорски кошаркаш[70]
- 16. мај — Мартинас Гецевичијус, литвански кошаркаш[71]
- 17. мај — Ники Рид, америчка глумица, сценаристкиња, музичарка и модел[72]
- 22. мај — Милош Босанчић, српски фудбалер[73]
- 23. мај — Петар Стругар, црногорско-српски глумац и ТВ водитељ[74]
- 24. мај — Евертон Луиз Гимараис Биљер, бразилски фудбалер[75]
- 26. мај — Хуан Квадрадо, колумбијски фудбалер[76]
- 28. мај — Зоран Поповић, српски фудбалски голман[77]
- 31. мај — Џејмс Флоренс, амерички кошаркаш[78]

### Јун
- 1. јун — Хавијер Ернандез, мексички фудбалер[79]
- 2. јун — Серхио Агверо, аргентински фудбалер[80]
- 5. јун — Остин Деј, амерички кошаркаш[81]
- 7. јун — Милан Лучић, канадски хокејаш[82]
- 7. јун — Јекатерина Макарова, руска тенисерка[83]
- 9. јун — Рајан Томпсон, амерички кошаркаш[84]
- 9. јун — Сократис Папастатопулос, грчки фудбалер[85]
- 10. јун — Јагош Вуковић, српски фудбалер[86]
- 10. јун — Џеф Тиг, амерички кошаркаш
- 11. јун — Клер Холт, аустралијска глумица[87]
- 14. јун — Кевин Макхејл, амерички глумац, певач и плесач[88]
- 14. јун — Лука Штајгер, немачки кошаркаш
- 16. јун — Бенкс, америчка музичарка
- 20. јун — Стефан Синовец, српски кошаркаш[89]
- 21. јун — Тадијус Јанг, амерички кошаркаш[90]
- 22. јун — Омри Каспи, израелски кошаркаш[91]
- 23. јун — Ник Марфи, аустралијски музичар[92]
- 26. јун — Џејмс Фелдин, америчко-доминикански кошаркаш
- 29. јун — Евер Банега, аргентински фудбалер[93]
- 29. јун — Адријан Манарино, француски тенисер[94]

### Јул
- 8. јул — Жандер, бразилски фудбалер[95]
- 12. јул — Патрик Беверли, амерички кошаркаш[96]
- 13. јул — Тулиса, енглеска музичарка и глумица[97]
- 15. јул — Луис Ибањез, аргентински фудбалер[98]
- 15. јул — Ким Тили, француски кошаркаш
- 16. јул — Серхио Бускетс, шпански фудбалер[99]
- 17. јул — Рихардс Куксикс, летонски кошаркаш
- 18. јул — Реџи Рединг, амерички кошаркаш[100]
- 21. јул — Деандре Џордан, амерички кошаркаш[101]
- 25. јул — Иван Обрадовић, српски фудбалер[102]
- 25. јул — Уго Филипе Оливеира, португалски фудбалер[103]
- 25. јул — Паулињо, бразилски фудбалер[104]
- 26. јул — Франсија Раиса, америчка глумица[105]
- 28. јул — Анка Гаћеша Костић, српска глумица и кореографкиња[106]
- 31. јул — Чарли Карвер, амерички глумац[107]

### Август
- 1. август — Немања Матић, српски фудбалер[108]
- 3. август — Свен Улрајх, немачки фудбалер[109]
- 7. август — Петар Грбић, црногорски фудбалер[110]
- 7. август — Адријен Моерман, француски кошаркаш[111]
- 7. август — Аника Олбрајт, америчка порнографска глумица[112]
- 8. август — Данило Галинари, италијански кошаркаш[113]
- 8. август — Бруно Мезенга, бразилски фудбалер[114]
- 11. август — Патрик Милс, аустралијски кошаркаш[115]
- 12. август — Тиџеј ван Гардерен, амерички бициклиста[116]
- 14. август — Љубомир Фејса, српски фудбалер[117]
- 15. август — Бобан Марјановић, српски кошаркаш[118]
- 19. август — Бојан Радетић, српски кошаркаш[119]
- 19. август — Вероника Рот, америчка списатељица
- 21. август — Роберт Левандовски, пољски фудбалер[120]
- 21. август — Кејси Масгрејвс, америчка музичарка[121]
- 23. август — Олга Говорцова, белоруска тенисерка[122]
- 23. август — Џереми Лин, амерички кошаркаш
- 24. август — Руперт Гринт, енглески глумац и продуцент[123]
- 24. август — Маја Јошида, јапански фудбалер[124]
- 26. август — Тори Блек, америчка порнографска глумица[125]
- 29. август — Иван Радовановић, српски фудбалер[126]
- 30. август — Ернестс Гулбис, летонски тенисер[127]
- 30. август — Виктор Клавер, шпански кошаркаш[128]
- 31. август — Зека, грчки фудбалер[129]

### Септембар
- 2. септембар — Елмедин Кикановић, босанскохерцеговачки кошаркаш[130]
- 2. септембар — Хави Мартинез, шпански фудбалер[131]
- 3. септембар — Џером Боатенг, немачки фудбалер
- 3. септембар — Карла Суарез Наваро, шпанска тенисерка[132]
- 7. септембар — Кевин Лав, амерички кошаркаш[133]
- 8. септембар — Исмаел Беко Фофана, фудбалер из Обале Слоноваче[134]
- 16. септембар — Дион Томпсон, амерички кошаркаш
- 22. септембар — Милан Јеремић, српски фудбалер[135]
- 23. септембар — Хуан Мартин дел Потро, аргентински тенисер[136]
- 25. септембар — Немања Гордић, босанскохерцеговачки кошаркаш[137]
- 26. септембар — Џејмс Блејк, енглески музичар
- 28. септембар — Ненад Маринковић, српски фудбалер[138]
- 28. септембар — Марин Чилић, хрватски тенисер[139]
- 29. септембар — Ања Алач, српска глумица
- 29. септембар — Кевин Дурант, амерички кошаркаш[140]

### Октобар
- 1. октобар — Кариба Хајн, аустралијска глумица и плесачица
- 3. октобар — Алисија Викандер, шведска глумица[141]
- 3. октобар — Ејсеп Роки, амерички хип хоп музичар, музички продуцент и глумац
- 4. октобар — Мелиса Бенојст, америчка глумица и певачица[142]
- 4. октобар — Дерик Роуз, амерички кошаркаш
- 7. октобар — Дијего Коста, бразилско-шпански фудбалер[143]
- 13. октобар — Норис Кол, амерички кошаркаш
- 15. октобар — Месут Озил, немачки фудбалер[144]
- 17. октобар — Сергеј Гладир, украјински кошаркаш[145]
- 19. октобар — Саша Старовић, српски одбојкаш[146]
- 20. октобар — Кендис Свонепул, јужноафричка манекенка и модел[147]
- 25. октобар — Чандлер Парсонс, амерички кошаркаш[148]
- 26. октобар — Александра Бурсаћ, српска певачица
- 29. октобар — Ана Фокс, америчка порнографска глумица[149]
- 30. октобар — Џанел Периш, америчка глумица и певачица

### Новембар
- 1. новембар — Кино Колом, шпански кошаркаш[150]
- 6. новембар — Ема Стоун, америчка глумица[151]
- 6. новембар — Џон Холанд, америчко-порторикански кошаркаш[152]
- 7. новембар — Александар Долгополов, украјински тенисер[153]
- 7. новембар — Тајни Темпа, енглески хип хоп музичар
- 9. новембар — Ники Блонски, америчка глумица, певачица и плесачица[154]
- 10. новембар — Данијел Теклехајманот, еритрејски бициклиста[155]
- 12. новембар — Расел Вестбрук, амерички кошаркаш[156]
- 13. новембар — Јелисавета Орашанин, српска глумица[157]
- 15. новембар — B.o.B, амерички хип хоп музичар и музички продуцент[158]
- 19. новембар — Харлинсон Пантано, колумбијски бициклиста[159]
- 20. новембар — Душан Тадић, српски фудбалер[160]
- 28. новембар — Скарлет Померс, америчка глумица и музичарка[161]

### Децембар
- 1. децембар — Јелена Благојевић, српска одбојкашица
- 1. децембар — Зои Кравиц, америчка глумица, певачица и модел[162]
- 5. децембар — Миралем Сулејмани, српски фудбалер горанског и српског порекла[163]
- 7. децембар — Ендру Гаудлок, амерички кошаркаш[164]
- 9. децембар — Пјетро Арадори, италијански кошаркаш
- 9. децембар — Квадво Асамоа, гански фудбалер[165]
- 9. децембар — Неса Девил, чешка порнографска глумица[166]
- 10. децембар — Мичел Доналд, холандски фудбалер[167]
- 10. децембар — Невен Суботић, српски фудбалер[168]
- 14. децембар — Никола Батум, француски кошаркаш[169]
- 14. децембар — Ванеса Хаџенс, америчка глумица и музичарка[170]
- 15. децембар — Стивен Нзонзи, француски фудбалер[171]
- 16. децембар — Ана Поплвел, енглеска глумица[172]
- 16. децембар — Матс Хумелс, немачки фудбалер[173]
- 16. децембар — Алексеј Швед, руски кошаркаш
- 17. децембар — Јан Зомер, швајцарски фудбалски голман[174]
- 17. децембар — Филип Касалица, српски фудбалер[175]
- 19. децембар — Алексис Санчез, чилеански фудбалер[176]
- 24. децембар — Никола Мектић, хрватски тенисер[177]
- 25. децембар — Ерик Гордон, амерички кошаркаш
- 27. децембар — Хејли Вилијамс, америчка музичарка
- 27. децембар — Хорхе Гутијерез, мексички кошаркаш[178]

## Смрти

### Јануар
- 3. јануар — Вилијам Кегни, амерички глумац
- 5. јануар — Пит Маравич, амерички кошаркаш[179]
- 7. јануар — Венко Марковски, македонски писац (* 1915)
- 14. јануар — Георгиј Маљенков, совјетски политичар[180]
- 16. јануар — Андрија Артуковић, хрватски усташа (* 1899)

### Фебруар
- 15. фебруар — Ричард Фајнман, амерички физичар (* 1918)[181]

### Април
- 25. април — Валери Соланас, америчка феминисткиња, позната по покушају убиства Ендија Ворхола (* 1936)

### Август
- 10. август — Арнулфо Аријас, бивши председник Панаме (* 1901)

### Октобар
- 1. октобар — Павле Вуисић, српски глумац (* 1926)[182]

### Новембар
- 12. новембар — Јаника Балаж, ромски музичар из Новог Сада (* 1925)
- 30. новембар — Александар Дероко, српски архитекта (* 1894)[183]

## Нобелове награде
- Физика — Леон Макс Ледерман, Мелвин Шварц и Џек Стајнбергер
- Хемија — Јохан Дајзенхофер, Роберт Хјубер и Хартмут Мичел
- Медицина — Сер Џејмс В. Блек, Гертруда Б. Елион и Џорџ Х. Хичингс
- Књижевност — Нагиб Махфуз
- Мир — Мировне снаге Уједињених нација
- Економија — Морис Але